# Caso Letsweletse Motshidiemang contra el Fiscal General
El Caso Letsweletse Motshidiemang contra el Fiscal General fue una demanda de inconstitucionalidad planteada en 2016 por un ciudadano de Botsuana contra las secciones 164, 165 y 167 del Código Penal, que en su conjunto criminalizaban la homosexualidad con una pena de hasta siete años de prisión. El 11 de junio de 2019, la Corte dictaminó de forma unánime que las secciones cuestionadas eran inconstitucionales, con lo que despenalizó la homosexualidad en Botsuana.

## Antecedentes
Cuando Botsuana se independendizó del Reino Unido en 1966, heredó la criminalización a la homosexualidad que en ese entonces se encontraba vigente en dicho país. Esta prohibición, que estaba abarcada en la expresión «conocimiento carnal contra el orden de la naturaleza», se encontraba definida en las secciones 164 y 167 del Código Penal. La sección 164 indicaba:

Sección 164: Toda persona que – (a) tenga conocimiento carnal de otra persona en contra del orden de la naturaleza; (...) o (c) permita que un hombre tenga conocimiento carnal de él o ella en contra del orden de la naturaleza; es culpable de un delito y puede ser castigado con una pena de prisión que no excederá los siete años.

Por su lado, la sección 167 del Código Penal indicaba lo siguiente:

Sección 167: Toda persona que, ya sea en público o en privado, cometa un acto de grave indecencia con otra persona, o incite a otra persona a cometer un acto de grave indecencia con ella, o intente inducir a otra persona a cometer dicho acto consigo misma o con otra persona, ya sea en público o en privado, es culpable de un delito.

Una tercera sección relevante en el contexto de la criminalización de la homosexualidad en Botsuana era el 165, que señalaba:

Sección 165: Cualquier persona que intente cometer cualquiera de los delitos especificados en la sección 164 es culpable de un delito y puede ser castigada con una pena de prisión que no excederá los cinco años.

La primera vez que esta criminalización fue llevada ante el poder judicial fue en 1995, cuando un hombre que un año antes había sido arrestado en base a esta ley presentó una demanda de inconstitucionalidad contra la misma, en un proceso judicial que pasó a ser conocido como el Caso Kanane. No obstante, la Corte falló en contra del hombre, que decició apelar el dictamen. En julio de 2003, la Corte de Apelaciones de Botsuana presentó su dictamen en la apelación del caso y volvió a afirmar que la criminalización de la homosexualidad no era inconstitucional, y aunque indicó que «el tiempo aún no había llegado» para despenalizar las relaciones entre personas del mismo sexo, dejó la puerta abierta para abordar el tema de nuevo.

## Demanda de inconstitucionalidad
Letsweletse Motshidiemang era un hombre homosexual de 24 años que en 2016 presentó la demanda de inconstitucionalidad ante la Corte Superior en Gaborone en contra de las secciones 164, 165 y 167 del Código Penal. En su demanda, Motshidiemang afirmó que estas secciones lo discriminaban por su orientación sexual y violaban sus derechos constitucionales a la igualdad, la libertad y a no ser sujeto a tratos degradantes o inhumanos, además de prohibirle «expresar la mayor emoción de amor a través del acto de disfrutar de relaciones sexuales con otro hombre adulto que de su consentimiento». Debido a su posición como representante del Estado, la demanda fue interpuesta contra el Fiscal General de Botsuana.
En agosto de 2017, la organización LGBT LEGABIBO pidió a la Corte que se le permitiera participar en el caso como parte interesada y presentar un amicus curiae. La Corte aprobó esta petición en noviembre del mismo año. Como parte de su participación, LEGABIBO presentó información de cómo la criminalización de la homosexualidad había ayudado a perpetuar los estigmas y la discriminación social en contra de las personas LGBT en el país.

### Veredicto
El 11 de junio de 2019, los tres jueces que abordaron el caso presentaron un dictamen unánime en que encontraron que las secciones 164, 165 y 167 del Código Penal eran inconstitucionales, con lo que despenalizaron la homosexualidad en el país. El veredicto fue presentado por el juez Michael Leburu y señaló que estas provisiones eran «reliquias de la época victoriana y fueron influenciadas por enseñanzas judeocristianas» y que la premisa de que las relaciones sexuales solo debían tener una finalidad reproductiva ya no era «válida o sostenible». La Corte además elevó el principio de la no discriminación, la compasión y la pluralidad como valores fundamentales de una sociedad democrática y señaló al respecto:

Discriminar a otro segmento de nuestra sociedad contamina la compasión. Una nación democrática es aquella que abraza la pluralidad, la diversidad, la tolerancia y la apertura mental. La democracia misma funciona siempre que las diferencias entre grupos no perjudiquen un amplio sustrato de valores compartidos. Nuestros valores compartidos están contenidos en nuestra Visión Nacional. Además, la tarea de la ley es lograr la máxima felicidad de cada individuo, pues la felicidad de cada uno se traducirá en la felicidad de todos.

En respuesta a la postura del gobierno, que había señalado que las leyes no eran discriminatorias debido a que el «conocimiento carnal contra el orden de la naturaleza» podía ser aplicado tanto para parejas heterosexuales como homosexuales, la Corte indicó que aunque en teoría esto era verdad, en la práctica estaba dirigida de forma desproporcionada a condenar a hombres homosexuales, por lo que era discriminatoria. Sobre este punto, la Corte además señaló que la ley tenía el efecto de «oprimir a una minoría y luego señalarla y marcarla por un atributo innato que no puede controlar y que es absolutamente incapaz de cambiar. La conducta sexual consensual, incluida la anal... es simplemente una variedad de la sexualidad humana».
La Corte también se refirió al dictamen del Caso Kanane y señaló que la diferencia entre ambos casos era que, en Kanane, los jueces no habían contado con la evidencia de expertos que les había sido proporcionada en esta ocasión para constatar el efecto de esta ley sobre las personas LGBT. También señaló que en dicho caso la Corte no había centrado su deliberación en si las secciones señaladas violaban el derecho a la privacidad y dignidad o que si las mismas promovían la discriminación en la práctica, a diferencia del dictamen actual.
Otros puntos explorados en el dictamen fueron el énfasis en el respeto a la privacidad como principio constitucional, y su interpretación cambiante en base a los tiempos actuales; el rechazo de la Corte al argumento del gobierno de que el tema debía ser abordado por el parlamento, dado que la propia constitución daba la facultad a los ciudadanos de acudir a las corte en caso de violación de sus derechos; y la inclusión de las relaciones sexuales como parte de las expresiones innatas de amor e intimidad, por lo que criminalizar estas prácticas sexuales era una violación a la dignidad del demandante.